# Heather Trott
Heather Trott (previamente: Peterson) es un personaje ficticio de la exitosa serie de televisión británica EastEnders, interpretada por la actriz Cheryl Fergison desde el 26 de junio de 2007, hasta el 21 de marzo de 2012.

## Antecedentes
Sus padres se divorciaron cuando apenas era una niña, su padre a quien amaba se mudó del hogar mientras que su madre Queenie culpó a Heather por la marcha de su padre, fue abusada psicológicamente por su madre durante muchos años. Heather es fanática de George Michael por lo que nombra a su hijo George Michael Trott en su honor.
Heather era muy buena amiga de Shirley Carter.

## Biografía
Heather fue asesinada en el 2012 por Ben Mitchell, después de que éste tuviera un ataque de rabia, la golpeara, cayera y se golpeara con una mesita.